# Draba werffii
Draba werffii är en korsblommig växtart som beskrevs av Al-shehbaz. Draba werffii ingår i släktet drabor, och familjen korsblommiga växter. Inga underarter finns listade i Catalogue of Life.